# Nappy (film)
Pour les articles homonymes, voir Nappy.
Cet article possède un paronyme, voir Auteuil Neuilly Passy.
Pour plus de détails, voir Fiche technique et Distribution.
Nappy est un film français écrit et réalisé collectivement par ses protagonistes, sorti en 2004.
Le film est un docu fiction. Il est présenté en avant-première au Palais de Tokyo.

## Synopsis
Il présente à travers une série de courts portraits humoristiques et ironiques, les adolescents issus de la jeunesse dorée parisienne qu'il nomme Nappy, contraction de Neuilly-Auteuil-Pereire-Passy ou encore de Happy et Unhappy. Provocateur et avant-gardiste pour les uns, ridicule et autocomplaisant pour les autres, le documentaire a popularisé le terme nappy, devenu un néologisme employé pour désigner les jeunes fortunés désœuvrés du 16e arrondissement, et plus généralement tous ceux issus des « beaux quartiers » parisiens. 

## Fiche technique
- Titre français : Nappy
- Titre original : Nappy
- Réalisation : Collective
- Scénario : Collectif
- Authoring : Nicolas Chambon
- Production : Grégory Escure - Marie Mathieu
- Société de Production : Basic Films
- Son : Louis Robin
- Musique : NNB's & Be-Noizy
- Montage : Nicolas Chambon - Danakil
- Pays d'origine :  France
- Langue originale : français - anglais
- Durée : 57 min
- Format : couleur - 1,85:1
- Dates de sortie : 
  -  France : 10 février 2004